# Antichrist Superstar
Az 1996-os Antichrist Superstar a Marilyn Manson második nagylemeze. Az album sikere a mainstream-listákon híressé tette az együttest, míg frontembere egyik napról a másikra rockikon lett. Ez számos tüntetéshez vezetett vallási és civil szervezetek részéről, elsősorban az együttes keresztényellenes véleménye, valamint zenéjük és fellépéseik konfrontatív jellege miatt.
A lemez egy rockopera-koncepcióalbum, a Mechanical Animals és a Holy Wood (In the Shadow of the Valley of Death) mellett egy trilógia első része. A Holy Wood megjelenése után Manson azt nyilatkozta, hogy a három albumon fordított kronológiai sorrendben bontakozik ki a történetét, így a trilógia története az Antichrist Superstar-ral zárul.
Az album több mint hétmillió példányban kelt el világszerte, ebből csak az Egyesült Államokban 1,9 millió. A Billboard 200-on a harmadik helyen debütált. Két kereskedelmileg sikeres kislemez jelent meg mellé (a The Beautiful People és a Tourniquet), valamint egy önéletrajz. Az együttes a Dead to the World Tour-ral népszerűsítette az albumot.
Az album szerepel az 1001 lemez, amit hallanod kell, mielőtt meghalsz című könyvben.

## Az album dalai
A dalszövegeket Marilyn Manson írta (az Irresponsible Hate Anthem-ét Twiggy Ramirezzel).
| 1. | Irresponsible Hate Anthem            | Daisy Berkowitz, Madonna Wayne Gacy | 4:17 |
| 2. | The Beautiful People                 | Ramirez, Manson                     | 3:38 |
| 3. | Dried Up, Tied and Dead to the World | Manson, Ramirez                     | 4:16 |
| 4. | Tourniquet                           | Berkowitz, Ramirez                  | 4:29 |

| 5.  | Little Horn                  | Ramirez, Trent Reznor | 2:43 |
| 6.  | Cryptorchid                  | Gacy                  | 2:44 |
| 7.  | Deformography                | Ramirez, Reznor       | 4:31 |
| 8.  | Wormboy                      | Berkowitz, Ramirez    | 3:56 |
| 9.  | Mister Superstar             | Ramirez               | 5:04 |
| 10. | Angel with the Scabbed Wings | Manson, Ramirez, Gacy | 3:52 |
| 11. | Kinderfeld                   | Ramirez, Gacy         | 4:51 |

| 12. | Antichrist Superstar    | Ramirez, Gacy                    | 5:14 |
| 13. | 1996                    | Ramirez                          | 4:01 |
| 14. | Minute of Dacey         | Manson                           | 4:44 |
| 15. | The Reflecting God      | Ramirez, Reznor                  | 5:36 |
| 16. | Man That You Fear       | Ramirez, Manson, Gacy, Berkowitz | 6:10 |
| 99. | Track 99 (rejtett szám) | Gacy, Ramirez                    | 1:39 |

## Közreműködők

### Marilyn Manson
- Marilyn Manson – ének, gitár, pánsíp
- Daisy Berkowitz – szóló- és ritmusgitár
- Twiggy Ramirez – szóló- és ritmusgitár, akusztikus gitár, basszusgitár
- Madonna Wayne Gacy – billentyűk, loopok, a 16-biter audio információk egyéb eredeti darabjai
- Ginger Fish – dobok (turnén), programozás
- Zim Zum – gitár (turnén)

### Produkció
- Sean Beavan – producer, hangmérnök, szerkesztés, keverés, gitár, szintetizált gitár
- Trent Reznor – producer, szerkesztés, keverés, mellotron, gitár, rhodes zongora
- Robin Finck – gitár (turnén), további billentyűk (jelöletlen, de Manson elismerte közreműködését az albumon)
- Danny Lohner – gitár
- Chris Vrenna – dob, programozás, hangmérnök, szerkesztés
- Dave Ogilvie – producer, programozás, hangmérnök, szerkesztés, keverés
- Brian Pollack – producerasszisztens, hangmérnökasszisztens
- Tom Baker – mastering
- P. R. Brown – digitális illusztráció, design
- Dean Karr – fényképek

## Fordítás
Ez a szócikk részben vagy egészben az Antichrist Superstar című angol Wikipédia-szócikk ezen változatának fordításán alapul.  Az eredeti cikk szerkesztőit annak laptörténete sorolja fel. Ez a jelzés csupán a megfogalmazás eredetét és a szerzői jogokat jelzi, nem szolgál a cikkben szereplő információk forrásmegjelöléseként.